# 劉剛雇兇殺妻案
劉剛雇兇殺妻案是發生於中華人民共和國2009年5月25日河北沧州任丘的案件，事件情節曲折，跨度近八年直到2017年最終告破。

## 案發
2009年5月25日河北沧州任丘北关村一村民報案，自己母親在家中被殺18刀死亡，現場並丟失一台新買約餘價值1萬多人民幣的筆記電腦。
警察到場後發現該戶男主人是沧州任丘國營自來水公司總座劉剛，死的是其妻赵菊香。警方多方排查認為是仇殺而不像搶劫，屋內沒有被翻動且珠寶現金無損，只丟一台電腦，非常像兇手的煙霧彈誤導方向隨手拿一件東西，或是電腦中存有什麼資料是案件目標，兩種可能。但事後不論如何調查都找不出一個家庭主婦狹小的人際圈中有任何成因或仇人，警方開始懷疑丈夫為最大嫌疑人。因為死者牌友曾表示在牌桌上她講過諸多丈夫感情不和和丈夫外遇的情節，並表示最近一向不理人的丈夫突然關心起她行蹤作息，常常打電話問她行蹤。
警方也調查其帳戶往來向買兇殺人方向辦，但始終金錢去向上沒有疑點。連串調查苦無收穫逐漸變成懸案，劉剛也在一年多後另娶新妻開始新生活。唯一可疑點是有目擊者看到當天下午村中來兩陌生男子進入劉家，且一進門就喊劉姨（當地土話劉夫人之意），顯見是有認識而非陌生人。

## 重啟調查
案情轉折點在2016年大規模反腐運動中的意外收穫，劉剛因貪污罪下獄，並查抄多本人頭帳戶其隱藏的金流曝光讓案件新方向出現。
劉剛貪污案發後不久見他失勢，社會上一些真真假假舉報信開始飛來，其中一封是有一匿名者稱他在餐館一宴席上聽到一個不熟的男人名叫荀江，自稱知道劉妻死亡真相。警方半信半疑但以荀江名稱交叉比對貪汙人頭帳戶資料，發現案發至今每年劉剛都匯款給荀江，幾月到半年一次每次一萬多，總已經20多萬。深入调查警方赶赴吉林抓捕荀江，他落網後一度欺騙這是借款但無法出示證據，最後才供認這是他用殺妻案敲詐劉剛所得，然而人並不是他殺的，至此一個預料外的曲折故事開始大白於天下。

### 第一次雇兇
原來荀江是一混跡社會的小流氓，以街頭出老千詐騙維生，和劉剛在洗浴店相識。
當時劉就表明想僱用他殺妻，然而荀江本性膽小不敢殺人，考慮後就沒幹，但一年多後兇案發生，他串併思考了整件事就高度懷疑是殺妻，於是以「我知道你老婆怎回事」這一詐語開始勒索，但其實他沒有證據也不知詳情，但由於混跡社會的身分讓劉懼怕他有情報管道加上其索要金額並不太高，對於貪污的劉剛負擔並不重，兩人就維持這種長期勒索關係。
警方以口供回頭詢問，劉剛此時還不認罪並推託是借用荀江社會人身分，他其實是匯款雇用他破案追查殺妻真兇，這種荒誕故事。

### 第二次雇兇
荀江又供出當地一個洗浴中心老闆伍玉杰和劉走得近，可以追查。
劉管理當地自來水，在用水事宜上有大量決斷權甚至可以漏水或盜水調查名義對人斷水數月，這對用水量大的洗浴業有巨大威攝力，所以當地洗浴老闆們都長期免費招待劉甚至提供色情服務，日常生活上更不敢得罪其。伍玉杰被傳喚後講出確實也被詢問過要他找殺手殺妻，但他認為事情超出底線太多所以虛與委蛇，表面模稜兩可，但一直將事情拖著。

### 第三次雇兇
而伍玉杰講出在事情拖延無果之後，劉開始與他的司機趙二寶往來密切。
趙二寶供出兩人確實商量過殺妻並進行到實務階段，劉表明酬勞十萬，其中五萬先替他買一台車要他製造車禍撞死妻子，事成後另給五萬。兩人並多次勘查地形和追蹤妻子，這也是她生前所提有一陣子丈夫老是問她行蹤吻合。然而最後趙二寶還是心生恐懼，駕車逃回老家後變賣車子躲藏。
警方以口供回頭詢問，劉剛依然推託，說買車是想開拓網約車的另一收入，跟趙二寶在下班後合作賺點小錢所以投資他一台車。

### 第四次雇兇
警方加大偵查後懷疑自來水公司副經理周小平，與他在工作上有上下級關聯又走得近，是否也被成為雇兇對象。
但偵查後原無任何發現，可周小平意外講出一重要線索，有次去外省出差時劉剛突然委託周小平買一張外省手機號碼。警方根據此號碼追查後發現，劉剛用此號碼和蘇法澤頻繁通話。蘇法澤是當地另一洗浴中心老闆，開有兩間大洗浴城算是較有頭面人物。
蘇法澤到案後承認自己買兇殺人，案情終於大白，原來劉剛在雇兇三次都被騙後開始氣急敗壞，於是找上蘇法澤以斷水權限極度加大密集威逼，因蘇開設之兩間大店共投資數百萬而懼怕一夕倒閉，於是雇用了呂某和張某兩位殺手，這兩人本身就是他開設浴場時怕三教九流的人鬧事而從黑幫請來的狠角色，平日擔任圍事，5月25日當天就是這兩人前往砍死劉妻，警方隨後抓人並根據供述在當地一泥河灘挖出當年做案後丟棄的電腦和兇器。
鐵證如山在眼前後，劉剛終於認罪，承認是妻子趙菊香脾氣強勢並常在外人或下屬面前斥責他，讓他這總經理的尊嚴掃地，外遇後他談過離婚，但妻子要脅要將他貪汙收禮證據舉報，於是認為只有殺妻一途。最終結案劉剛、蘇法澤、呂某和張某以殺人罪起訴，荀江敲詐罪起訴，趙二寶以殺人預備罪起訴。